# Pespire
Pespire (betekenis van de naam: "Rivier van het kleine pyriet") is een gemeente (gemeentecode 0611) in het departement Choluteca in Honduras.
In het koloniale centrum bevinden zich een kerk met koepels, het gemeentehuis met een houtstructuur in 2 verdiepingen en het huis Martell Lagos tegenover het Centraal Park.

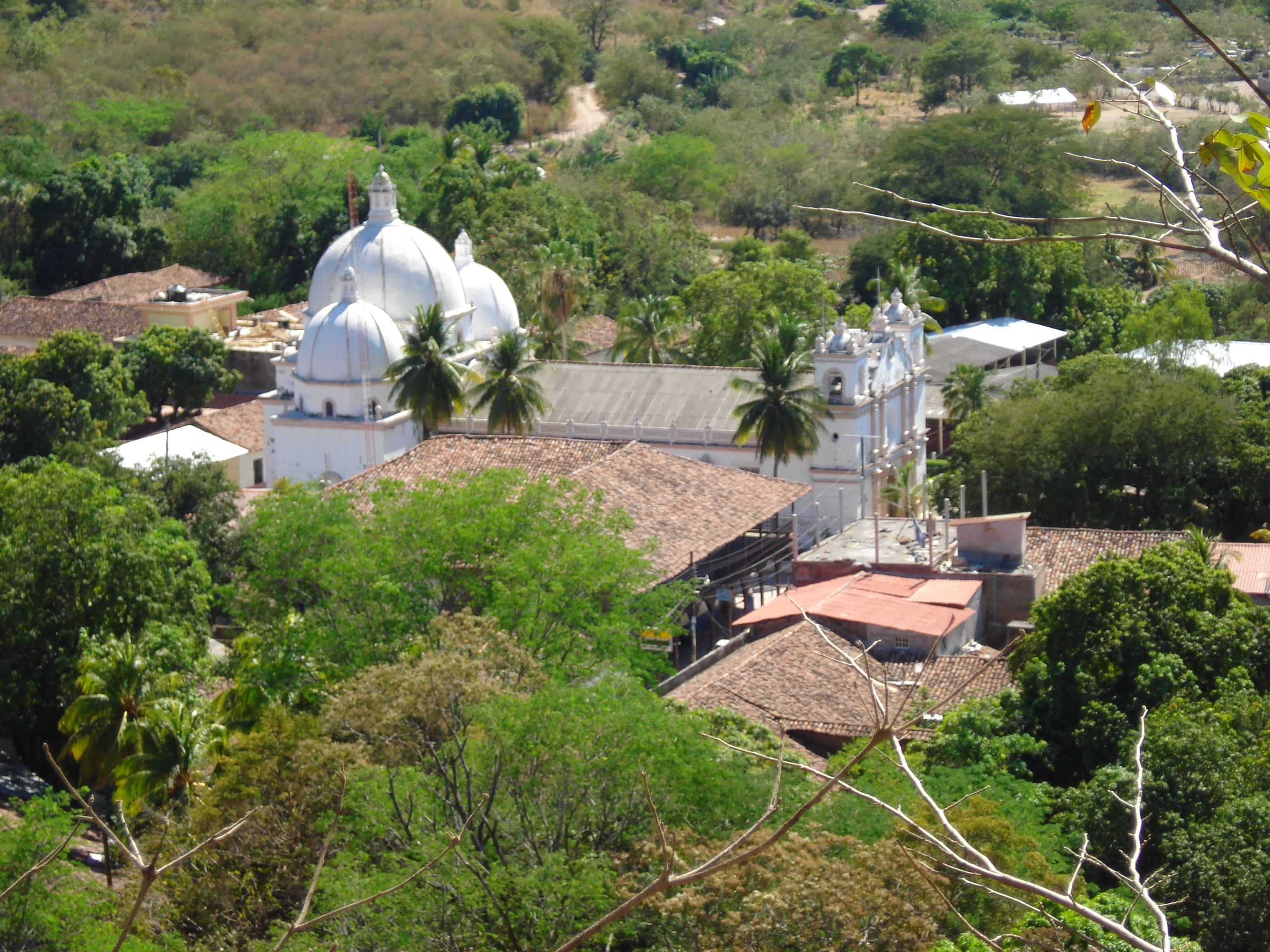
Pespire
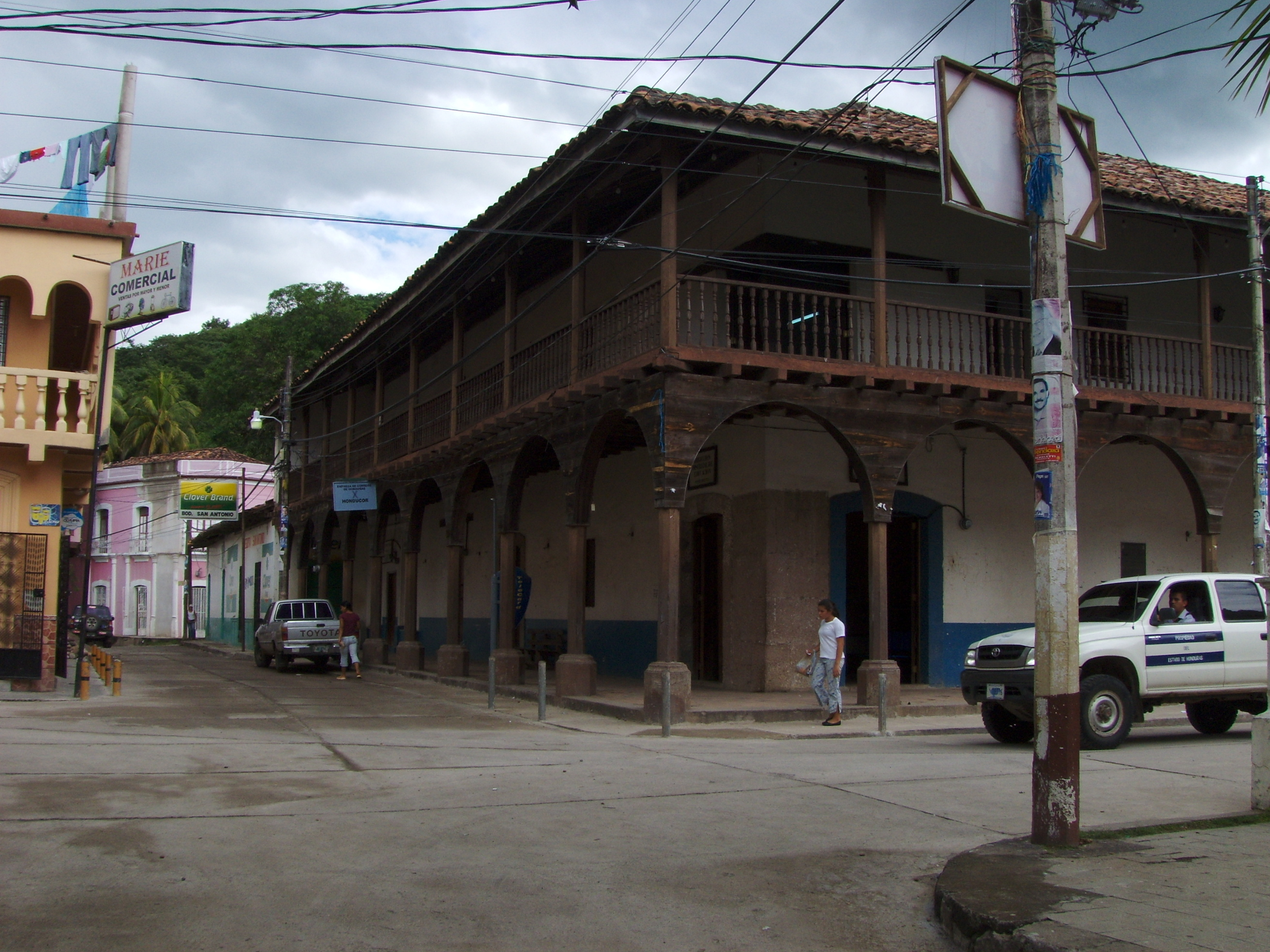
Gemeentehuis

## Bevolking
De bevolking is als volgt verdeeld:
| Vrouwen | 12.130 | 50,5% |
| Mannen  | 11.894 | 49,5% |

## Dorpen
De gemeente bestaat uit elf dorpen (aldea), waarvan de grootste qua inwoneraantal: Pespire (code 061101), Cacautare (061102) en Concepción El Brasilar (061103).